# Erica straussiana
Erica straussiana är en ljungväxtart som beskrevs av Ernest Friedrich Gilg. Erica straussiana ingår i släktet klockljungssläktet, och familjen ljungväxter. Inga underarter finns listade i Catalogue of Life.